# Antiopella fusca
Espèce
Synonymes
- voir paragraphe #Synonymes

Antiopella fusca (anciennement Janolus fuscus) est une espèce de mollusques nudibranches de la famille des Proctonotidae.

## Historique
L'espèce Antiopella fusca est décrite en 1924 par Charles Henry O'Donoghue (d) sous le protonyme Janolus fuscus. 

## Galerie

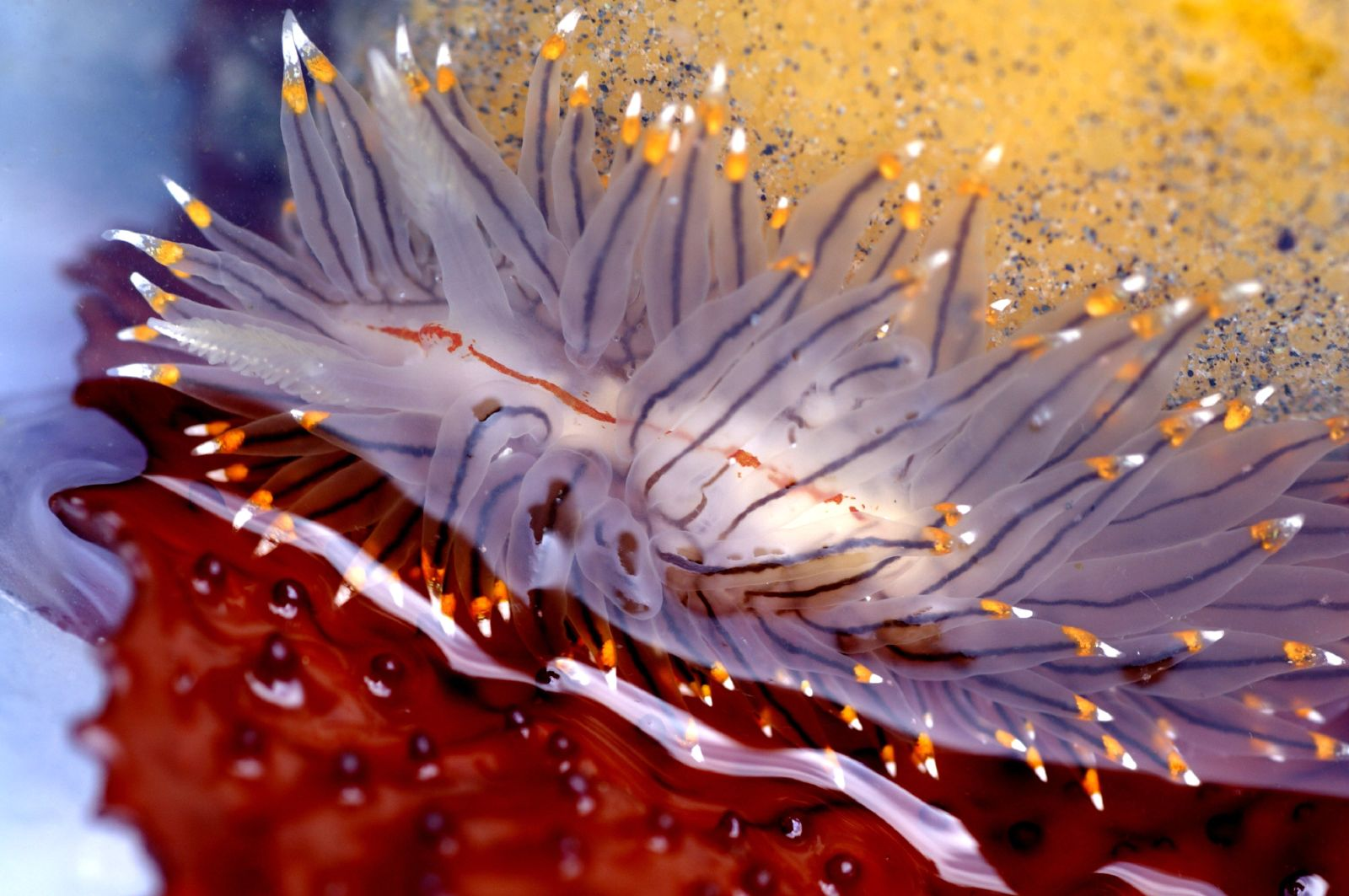
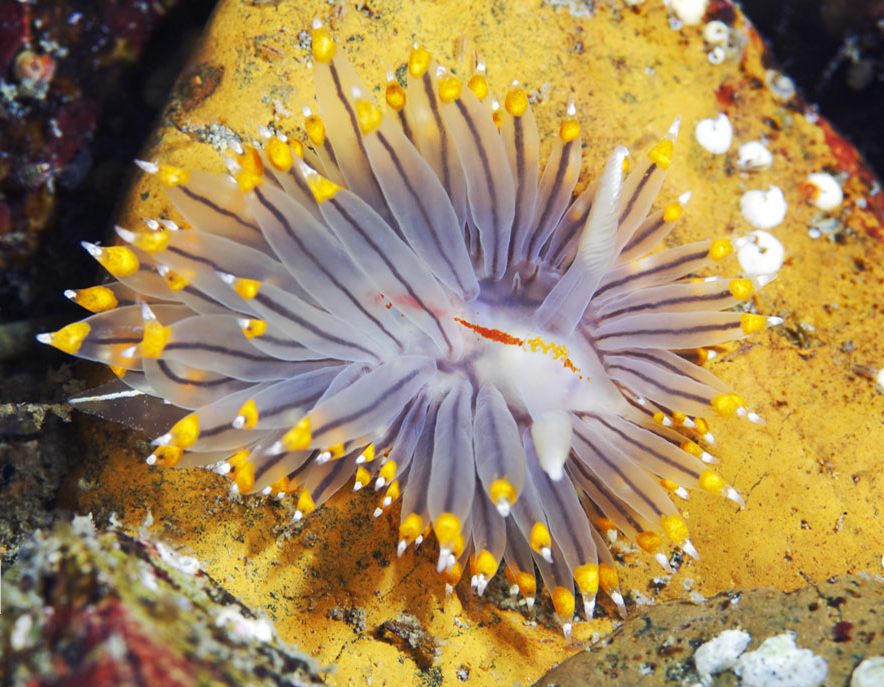
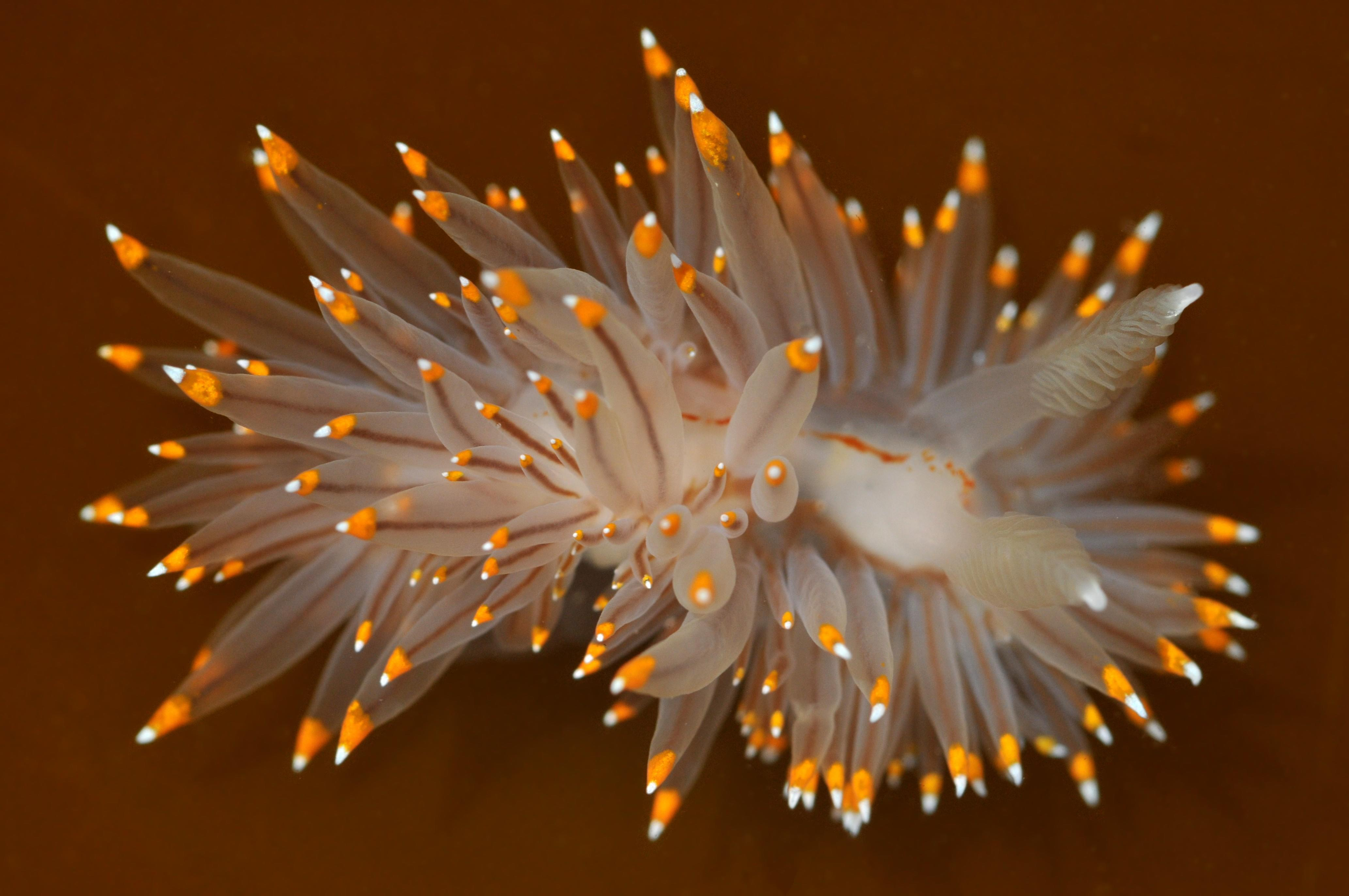
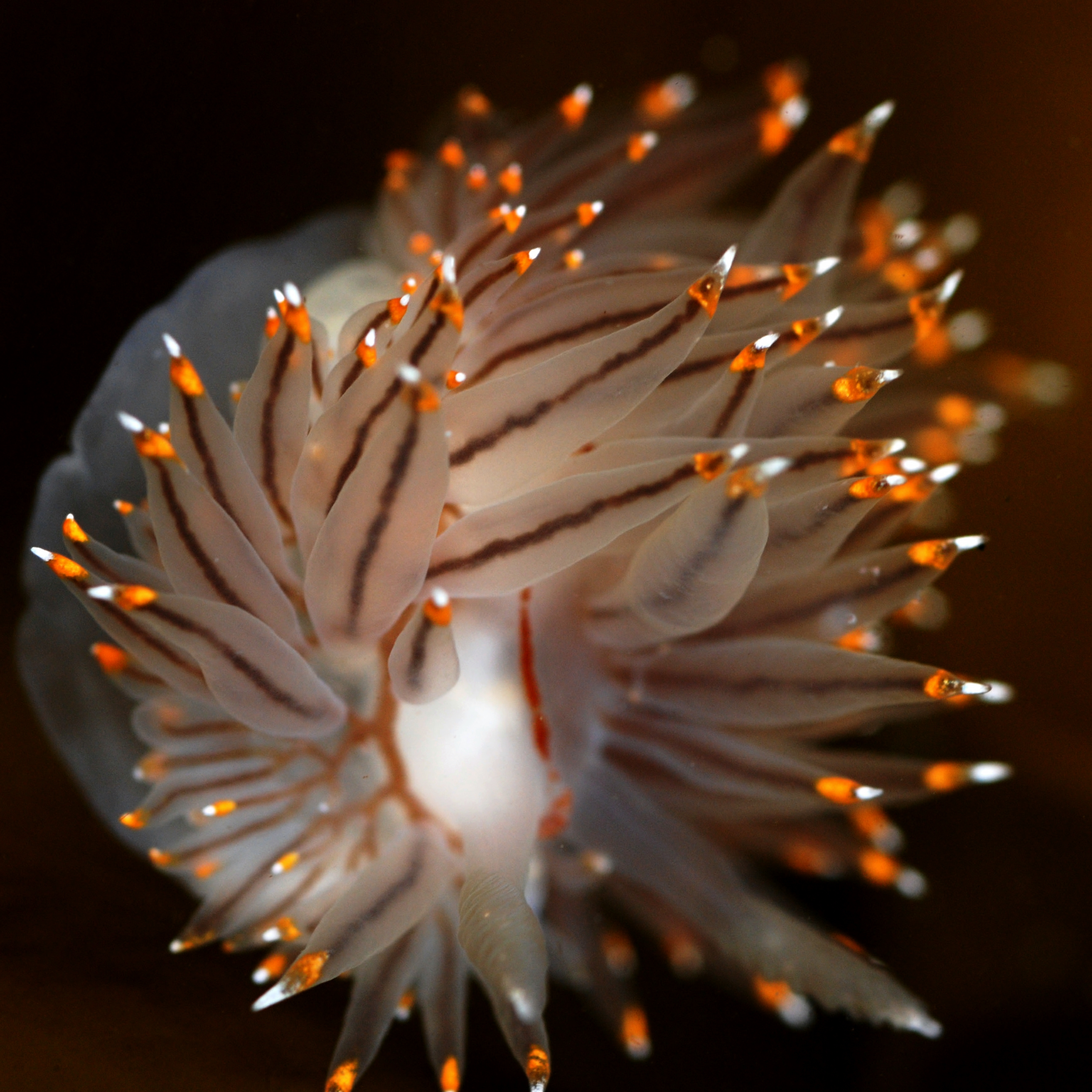

## Synonymes
- Janolus fuscus O'Donoghue, 1924[2]